# ایستگاه چوفو (توکیو)
ایستگاه چوفو (به ژاپنی: 調布駅, Chōfu-eki)، یک ایستگاه قطار مسافربری واقع در شهر چوفو، توکیو، ژاپن است که توسط اپراتور خصوصی شرکت راه‌آهن کیئو اداره می‌شود.